# Zhenkou (sockenhuvudort i Kina, Jiangxi Sheng, lat 27,40, long 116,34)
Zhenkou är en sockenhuvudort i Kina. Den ligger i provinsen Jiangxi, i den sydöstra delen av landet, omkring 150 kilometer söder om provinshuvudstaden Nanchang. Antalet invånare är 11 181. Befolkningen består av 5 501 kvinnor och 5 680 män. Barn under 15 år utgör 21,0 %, vuxna 15-64 år 71 %, och äldre över 65 år 7,0 %.
Runt Zhenkou är det ganska tätbefolkat, med 120 invånare per kvadratkilometer. Närmaste större samhälle är Zhonggang, 16,1 km sydväst om Zhenkou. I omgivningarna runt Zhenkou växer i huvudsak blandskog.
Genomsnittlig årsnederbörd är 2 316 millimeter. Den regnigaste månaden är juni, med i genomsnitt 432 mm nederbörd, och den torraste är oktober, med 18 mm nederbörd.